# Celerena nigrilinea
Celerena nigrilinea är en fjärilsart som beskrevs av Louis Beethoven Prout 1916. Celerena nigrilinea ingår i släktet Celerena och familjen mätare. Inga underarter finns listade i Catalogue of Life.